# یک تکه نان
یک تکه نان فیلمی به کارگردانی کمال تبریزی، نویسندگی محمدرضا گوهری و تهیه‌کنندگی ناصر عنصری ساخته سال ۱۳۸۳ است. این فیلم در فروردین ۱۳۸۵ بر روی پرده رفته است.

## خلاصه فیلم
داستان یک جوان ساده است که در لباس سربازی است که همراه یک پیر مرد معتمد مردم که دارای غرور و بداخلاق است، برای دیدن پیر زنی که به صورت معجزه آسایی توسط جوانی، قرآن را حفظ شده به روستایی می‌روند که در مسیر ماجراهایی رخ می‌دهد…

## بازیگران
- اسماعیل خلج: کربلایی
- هومن سیدی: قیس
- احمد آقالو: گروهبان
- پیام دهکردی: امیر
- هومن برق‌نورد: ابراهیم
- فرزین محدث: نعمت
- مریم بوبانی
- حسین توکلی: ستار
- سیروس همتی: پسر دونده
- رؤیا نونهالی: عزیز، مادر احمد
- رضا کیانیان: ملا عسلی، گاریچی، آسیابان
- بهنام وطن: محیط‌بان
- سحر غمخوار: دختر خندان
- پیام گویا: حسین
- شیرین زنگنه: مادر مریم
- مهدی صادق‌زاده: چوپان
- اکبر مبشری: طاهر
- رقیه علیزاده: مریم
- امین استوار: احمد، پسر نابینا

## جوایز
کمال تبریزی در بیست و سومین دوره جشنواره فیلم فجر (۱۳۸۳) در بخش بهترین کارگردانی در قسمت سینمای معناگرا و مسابقه سینمای ایران موفق به دریافت سیمرغ بلورین مسابقات شده است. همچنین اسماعیل خلج در بخش بهترین نقش دوم مرد مورد تقدیر قرار گرفته است.
همچنین این فیلم در نهمین دوره جشن خانه سینما (۱۳۸۴) در بخش بهترین نقش دوم مرد (اسماعیل خلج) نیز کاندیدای مسابقات بوده است.